# 邓家乡 (抚州市)
邓家乡，是中华人民共和国江西省抚州市东乡区下辖的一个乡镇级行政单位。

## 行政区划
邓家乡下辖以下地区：
邓家村、上杨村、松湖村、古圩村、嵇坊村、古源村、岭下村、横源村、军岭村和董家村。